# Adrian Topol
Adrian Topol (ur. 4 lutego 1981 w Zabrzu) – niemiecki aktor filmowy i telewizyjny.

## Życiorys
Urodził się w polskim mieście Zabrze, ale dorastał w Ahlen (Nadrenia Północna-Westfalia). W 1999 uczęszczał do szkoły teatralnej „Kulturprojekt Spielhaus” (kulturalny projekt Playhouse) w Stuttgarcie, a w latach 2000-2003 studiował dramat w Schauspielschule Charlottenburg w Berlinie, z przerwami w „Reduta Berlin”.
Był sześciokrotnym mistrzem Niemiec w różnych sztukach walki i spędził dwa miesiące w klasztorze Shaolin w Chińskiej Republice Ludowej.
W 2000 wystąpił na austriackiej scenie Stadttheater Klagenfurt w Klagenfurt am Wörthersee jako Mowgli w widowisku Księga dżungli oraz jako Hänschen Rilo w przedstawieniu Przebudzenie wiosny (Frühlings Erwachen) Franka Wedekinda w Theater Reißverschluss Berlin.
Za rolę Abla w filmie Dzieci króla (Königskinder) otrzymał Niemiecką Nagrodę Telewizyjną 2003 dla młodego talentu.

## Wybrana filmografia

### filmy fabularne
- 2003: Königskinder jako Abel
- 2003: Tausche Firma gegen Haushalt jako Alex Lackner
- 2006: Neger, Neger, Schornsteinfeger! jako Ernst Kröger
- 2007: An die Grenze jako Stalin
- 2010: Tod einer Schülerin jako Benedict Berger
- 2012: Wieloskórka jako Rasmus
- 2013: Biegnij, chłopcze, biegnij jako młody partyzant
- 2017: Die Ketzerbraut jako Martin Luther

### seriale TV
- 2003: Tatort: Die Liebe und ihr Preis jako Karl, miłośnik filmu
- 2004: Tatort: Teufelskreis jako Peter Wichmann, Neonazi
- 2004: Tatort: Verraten und verkauft jako Thomas Loebelt
- 2006: Telefon 110: Schneewittchen jako Sven Reif
- 2008: Tatort: Tod einer Heuschrecke jako Daniel Weiss
- 2008: Tatort: Das schwarze Grab jako David Steinmetz
- 2011: Tatort: Tödliche Ermittlungen jako Heiner Struck